# 조민아 (1984년)
조민아(趙敏兒, 본명: 조하랑, 1984년 6월 23일~)은 대한민국의 가수, 배우이다.

## 학력
- 홍익대학교 사범대학 부속초등학교(졸업)
- 양동중학교(졸업)
- 명덕여자고등학교(졸업)
- 서울예술대학교 방송연예과(중퇴)
- 동국대학교 공연예술학부(중퇴)

## 연기 활동

### 교양
- 1995년 KBS2 《TV는 사랑을 싣고》 ... 아역배우

### 드라마
- 2011년 KBS2 아침드라마 《두근두근 달콤》 ... 장진희 역
- 2012년 JTBC 수목드라마 《친애하는 당신에게》 ... 문재니 역
- 2012년 KBS2 주말연속극 《넝쿨째 굴러온 당신》 ... 천재용의 둘째 누나 역(특별출연)
- 2012년 KBS2 수목드라마 《전우치》 ... 감내 역

### 영화
- 2011년 《꼭 껴안고 눈물 핑》 ... 소현 역
- 2014년 《바리새인》 ... 최수정 역

### 뮤직비디오
- V.O.S - 눈을 보고 말해요 뮤비

### 공연
- 《온에어 시즌3》 - 김순정 역
- 《렌트》 - 미미 역
- 《온에어》 - 김순정 역
- 《달고나》 - 지희 역
- 《김종욱 찾기》 - 조민아 역
- 《사랑은 비를 타고》 - 유미리 역
- 《안녕하십니까 수녀님》 - 테레사 수녀 역

## 앨범
쥬얼리 활동 시절
솔로음반
| 앨범 번호 | 앨범 정보                            | 트랙 리스트                                                                     |
| --------- | ------------------------------------ | ------------------------------------------------------------------------------- |
| 1         | 홀로서기 - 발매일: 2010년 10월 20일  | 1. 하루만 (Feat. 정운) 2. 여전히 3. Happy Girl (Feat. 쟝그린) 4. 하루만 (Inst.) |
| 2         | White Luv - 발매일 : 2011년 12월 7일 | 1. White Luv 2. Solo Paradise 3. White Luv (Inst.)                              |

참여음반
- 《두근두근 달콤》 O.S.T - 두근두근달콤(2011년)
- 《당신이 잠든 사이》 O.S.T - 내 사랑만을(2011년)

## 논란
'우주여신조민아베이커리'라는 상호명의 업체를 운영 중, 2015년 1월 8일 제품의 가격 논란 및 아르바이트 최저시급 위반이 있었다.